# Brantspigl
Brantspigl (Brantschpigl) ist der Titel eines ca. 1596 erschienenen Buches des Moses Henoch von Prag.
Das original jiddische Buch wurde vor allem für Frauen verfasst. Es gibt in 27 Kapiteln halachische Anweisungen auf Gebieten wie Ehe und Kindererziehung und wurde häufig weiter ausgeschmückt durch Erzählungen aus der jüdischen Literatur.